# پانوبینوستات
پانوبینوستات (انگلیسی: Panobinostat) با نام تجاری فِـیریداک دارویی است که توسط شرکت نوارتیس برای درمان برخی سرطان‌ها ساخته شده‌است.
این دارو یک اسید هیدروکسامیک است که یک بازدارندهٔ غیرانتخابی «هیستون دِ استیلاز» محسوب می‌شود.
پانوبینوستات در ۲۳ فوریه ۲۰۱۵ میلادی، توسط سازمان غذا و دارو آمریکا برای درمان مولتیپل میلوما و در ۲۸ اوت همان سال، توسط «آژانس دارویی اروپا» برای همین منظور مورد پذیرش قرار گرفت.
مصرف این دارو در دوران شیردهی قدغن است و در دروان بارداری نیز ممکن است آسیب‌هایی به جنین بزند.
عوارض شایع دارو (در بیش از ۱۰ درصد بیماران) عبارتند از: شمارش پائین سلول‌های خونی (پان‌سیتوپنی، ترومبوسیتوپنی، آنمی، لکوپنی، نوتروپنی و لنفوپنی)، عفونت‌های مجاری تنفسی، خستگی، اسهال، تهوع، سردرد و اختلالات خواب.